# ORDVAC

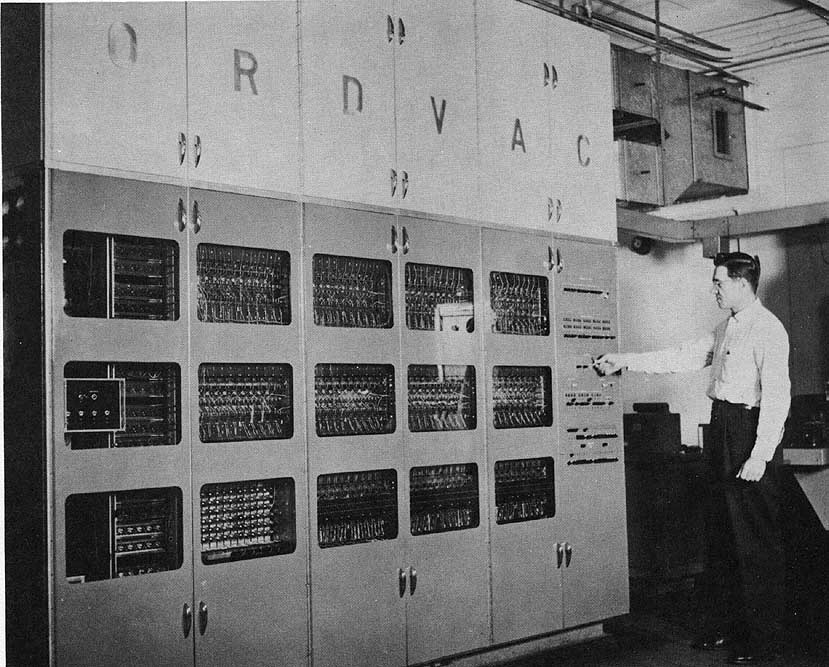
ORDVAC

O ORDVAC ou Ordnance Discrete Variable Automatic Computer, foi um computador construído pela Universidade de Illinois para o Laboratório de Pesquisa Balística em Aberdeen Proving Ground, foi baseado na arquitetura da máquina IAS  desenvolvida por John von Neumann, que veio a ser conhecida como arquitetura de von Neumann.  O ORDVAC foi o primeiro computador a ter um compilador.  ORDVAC tornou-se operacional na primavera de 1951 em Aberdeen Proving Ground, em Maryland. Sua finalidade era realizar cálculos de trajetória balística para os militares dos Estados Unidos.
Ao contrário dos outros computadores da sua época, o ORDVAC e o ILLIAC I eram gêmeos e podiam trocar os programas entre si. O SILLIAC computador, surgido mais tarde foi uma cópia da série ORDVAC ILLIAC. J. P. Nash, da Universidade de Illinois era um desenvolvedor de ambos o ORDVAC e de cópia idêntica da própria universidade, o ILLIAC, que mais tarde foi renomeado para ILLIAC I. Donald B. Gillies assistiu o check-out do ORDVAC em Aberdeen Proving Ground. Após o ORDVAC ser transferido para Aberdeen, foi utilizado remotamente por telefone, da Universidade de Illinois por até oito horas por noite. Foi um dos primeiros computadores a serem utilizados remotamente e, provavelmente, o primeiro a ser rotineiramente utilizado remotamente.
Os ORDVAC utilizava 2.178 válvulas. Seu tempo de adição era de 72 microssegundos e o tempo de multiplicação era de 732 microssegundos. Sua memória principal consistia de 1024 palavras de 40 bits cada, armazenadas usando-se tubos de Williams. Era uma rara máquina assíncrona, o que significa que não havia clock central regulando o tempo das instruções. Uma instrução começava a ser executada quando a anterior terminava.
ORDVAC e o seu sucessor na Aberdeen Proving Ground, BRLESC, usaram sua própria notação única para números hexadecimais. Ao invés da seqüência A B C D E F universalmente utilizada hoje, os dígitos de dez a quinze foram representados pelas letras K S N J F L, correspondente aos caracteres dos teletipos em fita perfurada de papel com 5 furos (código Baudot).

## Comissionamento
Quando ORDVAC foi concluído, foi testado na Universidade de Illinois e então desmontado e enviado para Aberdeen Proving Ground, em Maryland. Três membros do corpo docente, incluindo Sylvian Ray e Taub Abe se dirigiram a Maryland para ajudar a montar a máquina, que foi reconstruída e passou seus testes de validação em apenas uma semana. Era esperado que a montagem e os testes levariam mais de um mês. Quando alguns oficiais militares !", pois Abe Taub - o chefe da DCL - estava varrendo após completar todas as tarefas necessárias.